# Black Jack (манга)
Black Jack (яп. ブラック・ジャック Буракку Дзякку) — манга Осаму Тэдзуки, выходившая в 1970-х — начале 1980-х годов. Сюжет рассказывает о медицинских приключениях титульного персонажа — доктора Блэк Джека.
На основе сюжета манги было выпущено несколько аниме-сериалов, полнометражных как анимационных, так и игровых фильмов, а также телесериалы и множество другой продукции.
Манга является одной из самых известных работ Тэдзуки после Astro Boy и Kimba the White Lion. В 1977 году манга выиграла первую Премию Коданся как лучшее сэйнэн-произведение Согласно опросу, проведённому в 2007 году министерством культуры Японии, занимает 7-е место среди лучшей манги всех времён.

## История создания
Автор манги Осаму Тэдзука был также профессиональным врачом, по этой причине написал множество произведений, связанных с медицинской тематикой. Сам же персонаж Блэк Джек считается олицетворением и альтер эго самого Тэдзуки. По словам автора, этот персонаж является неким идеалом, которым мангака так и не смог стать. Герой был создан к тридцатилетию карьеры Тэдзуки в индустрии манги и первоначально было задумано создать 5 коротких серий, которые по согласованию с издательством планировалось окончить спасением какой-нибудь женщины, после чего Блэк Джек должен был исчезнуть, по словам автора, «словно окутанное тайной чудовище». Однако благодаря большой популярности у аудитории, работа Тэдзуки над характером персонажа продлилась до 5 лет.
Второстепенные персонажи не были созданы мангакой в момент запуска франшизы, а добавлялись и прорабатывались уже по мере выпуска новых глав Black Jack. Тэдзука подчёркивал, что описание медицинских технологий базировалось на его собственном опыте, полученном во время работы в университетской больнице города Нара в середине 1950-х годов, и на момент выпуска манги уже не соответствовало современной врачебной практике. Также автор стремился в этом произведении раскрыть полярные взгляды на медицину, старение и счастье отдельного человека через противостояние Блэк Джека и доктора Кирико.
Впервые манга публиковалась издательством Akita Shoten в еженедельном журнале Weekly Shonen Champion с 19 ноября 1973 года по 14 октября 1983 года. Всего выпущено 17 томов манги. Оригинальная манга состоит из отдельных независимых историй из жизни героя, каждая из которых представляет поучительную историю, в среднем занимающую 20 страниц. В 1979 году Тэдзука на время приостанавливал выпуск Black Jack ради начала манги Don Dracula, поскольку близко воспринял критику собственных читателей, утверждавших, что мангака чересчур отошёл от привычной им изобразительной манеры, а также посчитал, что в сюжете работы им был допущен ряд серьёзных ошибок, затруднявших дальнейшее развитие истории. В дальнейшем выпуск был продолжен вплоть до 1983 года в виде отдельных глав, которые издавались с различной периодичностью.

## Сюжет
По сюжету манги, существует гениальный хирург без лицензии по имени Блэк Джек, главная цель которого спасти жизни людям, которым простая медицина уже не поможет. Однако он очень редко получает признание и благодарность со стороны людей, так как Блэк Джек требует астрономические суммы за лечение, часто давая пациентам ещё и урок смирения. Хотя бедных людей может вылечить и бесплатно.

## Персонажи
Блэк Джек, настоящее имя — Куро Хадзама — подпольный врач, который лечит людей за очень большую плату, за что стал известен, как очень жадный и чёрствый. Однако на самом деле причиной является особое отношение к людям: если человек готов признаться в своих истинных грехах и страданиях и искупить их, то Джек готов бесплатно лечить его. В 8 лет попал в зону взрыва, которым был разорван на куски, но доктор Ётаро Хомма восстановил его во время операции. Кожа на правой части лица Джека бледнее, так как она искусственная. Это заставило Куро стать хирургом, а позже он сам отказался от лицензии, проработав какое-то время с ней, и взял себе псевдоним «Блэк Джек». С тех пор он пользуется настоящим именем только в случаях, когда хочет скрыть, что он и есть тот самый Блэк Джек.
В манге его образ сохраняет мультяшность, но в аниме проработан более детально, а потому ещё сильнее схож с образами романтических героев XIX века и вполне мог бы сойти за брата капитана Харлока из произведений Лэйдзи Мацумото.
Сэйю: Акио Оцука
Пиноко (яп. ピノコ) — преданная ассистентка и суррогатная дочь Блэк Джека. Уникальный вид близнеца-паразита, прожившая в теле своей сестры 18 лет, пока Джек не извлёк её хирургическим путём. Он также перестроил её тело и внедрил пластиковый экзоскелет, который придаёт ей вид пятилетнего ребёнка и не позволяет расти и плавать.
Сэйю: Юко Мидзутани
Ларго (яп. ラルゴ Раруго) — бездомная собака, которую подбирают Пиноко и Сяраку после автомобильной аварии.
Сэйю: Макото Исии
Кумико Хомма — дочь Ётаро Хоммы. Иммигрировала из Китая, учится в старшей школе и подрабатывает официанткой в кафе «У Тома». После того как Джек спас пальцы Тэцу и восстановил ей зрение, она стала близким другом Джека.
Сэйю: Акико Кавасэ
Тэцу (яп. 哲（てつ）) — владелец кафе «У Тома», которое часто посещает Джек. Благодаря тому что он очень уважает Ётаро Хомма, относится к Кумико как к своей дочери. В прошлом он был безымянным магом и карманником.
Сэйю: Косэй Томита
Бивамару — странствующий врач, который специализируется на иглоукалывании. Несмотря на слепоту, он может самостоятельно путешествовать. Отсутствие зрения компенсирует его чувствительный нос, который может издалека учуять больного человека. Не принимает деньги у больных, из-за чего остаётся бездомным. Часто лечит пациентов Джека, раздражая того.
Сэйю: Нати Нодзава
Доктор Кирико — врач, который как и Джек путешествует по миру. Когда он видит неизлечимо-больного пациента, он умертвляет его, используя эвтаназию, считая, что это единственный способ избавиться от болезни. Даже однажды пытался убить себя, получив редкое инфекционное заболевание. Является главным соперником и врагом Джека. Хотя в некоторых особых случаях им приходилось сотрудничать. В отличие от Джека не берёт большие суммы от пациентов. В OVA-сериале ездит на мотоцикле и показывает хорошие знания в области механики и музыки.
Сэйю: Кадзухиро Ямадзи

## Манга
Манга впервые публиковалась издательством Akita Shoten в еженедельном журнале Weekly Shōnen Champion с 19 ноября 1973 года по 14 октября 1983 года.
Некоторые главы манги были переведены компанией Viz Media начиная с 3 тома 9 выпуска по 4 том 8 выпуска и публиковались в журнале Manga Vizion. Позже данные главы были объединены в 2 графические новеллы.
Существует также серия работ под названием «Black Jack Alive», которая была опубликована в 2005 году. Эта серия была создана многочисленными художниками, которые добавляли свои истории к оригинальной серии. Главы из этой серии были опубликованы в последнем томе «Magetsukan Kitan».

## Экранизации
Первой адаптацией истории Блэк Джека можно считать вышедший в 1977 году фильм Hitomi no naka no houmonsha (яп. 瞳の中の訪問者 хитоми но нака но хо:монся, «Посетитель в глазу») режиссёра Нобухико Обаяси. В роли Блэк Джека — Дзё Сисидо.
Kayama Yuzo no Blackjack (1981)
В 1981 году началось вещание телевизионной драмы Kayama Yuzo no Blackjack, роль Блэк Джека в которой исполнил Юдзо Каяма. В этой версии история происхождения Блэк Джека было изменена, и он также является бизнесменом и владельцем художественной галереи. Серии выходили в эфир на Ashia TV с 8 января по 9 апреля 1981 года. Всего было выпущено 13 серий.
OVA (1992—2000)
Black Jack — одна из немногих работ Тэдзуки, получивших анимационную адаптацию только после смерти мангаки. В 1992 году впервые вышли OVA сериалы и полнометражный фильм, которые были доступны на VHS кассетах. В сериале 10 серий.
Режиссёром OVA и выпущенного позже анимационного полнометражного фильма стал Осаму Дэдзаки, благодаря которому «Блэк Джек» стал одной из самых стилизованных адаптаций Тэдзуки. Выбор режиссёра, известного серией Golgo 13, мог показаться странным для работы над мангой Тэдзуки, но из-за сцен операций, ужасных болезней и появления в кадре обнажённого тела выбор оказался оправдан. При работе над аниме даже приглашались медицинские консультанты, в кадре часто проводятся операции, могут просматриваться рентгеновские снимки и использоваться другие методы диагностики.
Дэдзаки строит повествование, выстраивая его от окружающих образов и эмоций персонажей вместо того, чтобы следовать цепочке событий и реальности окружения. В графике особо бросаются в глаза четкие и резкие линии, особенно в дизайне персонажей, и мастерская игра с цветом, особенно завораживающим становится закатное небо в любимых режиссёром сумерках. Часто режиссёр демонстрирует крупным планом детали окружения, такие как звездное небо, накатывающие на берег волны или пролетающих мимо птиц. Дизайн многих персонажей более детализирован по сравнению с оригинальной мангой, где герои были скорее мультяшными.
В сюжете используются истории оригинальной манги, но в аниме они были расширены и снабжены большим числом деталей, в том числе исторических, социальных и культурных, помещая сюжеты в определённое пространство и время. Например, серия The Sinking Woman открывается историей развития промышленности в заливе Микадзуки, приведшей к загрязнению залива, в Anorexia, the Two Dark Doctors во Франции находят химическое оружие, запрятанное во время Первой мировой войны, а в The Owl of San Merida есть вставки из истории вымышленной страны Сан-Мериды, которые напоминают события войны в Югославии. На подобном фоне развиваются истории пациентов: ныряльщицы из The Sinking Woman, испытывающей последствия загрязнения залива на себе и зачитывающейся историей про русалочку; или, например, актрисы из Anorexia, the Two Dark Doctors, в которой рассказывается история всей её жизни, начиная с детства и заканчивая тем, что привело её к текущим проблемам со здоровьем, возникшим накануне её большого прорыва.
Black Jack The Movie (1996)
В 1996 году же вышел полнометражный анимационный фильм, режиссёром которого также был Осаму Дэдзаки.
Действие фильма разворачивается, начиная с Олимпийских игр 1996 года в Токио, на которых появляются «суперлюди», которые добиваются немыслимых достижений в спорте. Позже схожие таланты проявляются и в других сферах, таких как музыка и искусство. Год спустя Блэк Джека вызывают в Нью-Йорк, где 20 «сверхлюдей» оказались поражены странной болезнью. Когда выясняется, что появление подобных способностей связано с экспериментами над людьми и таинственным наркотиком, найденным в пустыне, Блэк Джек вынужден сопровождать Джо Кэрол Брейн в поисках противоядия.
Образ Джо Кэрол, одной из ответственных за появление наркотика, и её противостояние с Блэк Джеком добавляют сюжету дополнительный эмоциональный слой.
Трилогия фильмов (1996)
В 1996 году были выпущены три видеофильма «Black Jack» с Дайсукэ Рю в роли Блэк Джека и Хонами Тадзима в роли Пиноко.
Трилогия фильмов TBS (2000—2001)
В 2000—2001 годах также вышла серия из трёх телефильмов, которые были показаны на TBS. Режиссёром был Юкихико Цуцуми, а главную роль исполнил Масахиро Мотоки.
Аниме-сериал (2004—2006)
В 2004 году студией Tezuka Productions был выпущен аниме-сериал под названием Black Jack, который транслировался по телеканалу Nippon TV с 11 октября 2004 года по 6 марта 2006 года. Всего выпущено 63 серии аниме. Так как сериал создавался на основе сюжета оригинальной манги, сюжетная линия фактически не изменилась, но действие было перенесено во времени в начало 2000-х, что позволило, например, использовать более современную технику.
Black Jack The Two Doctors of Darkness (2005)
Анимационный полнометражный фильм вышел в декабре 2005 года. В нем используется оригинальный сюжет: Блэк Джек противостоит группе, известной как «Призрак Икара», желающей разжечь глобальную биологическую войну.
Black Jack 21 (2006)
Сиквел аниме-сериала вышел в 2006 году под названием Black Jack 21. Его сюжет основан на независимых главах манги. Всего в его составе вышло 17 серий.
Молодой Блэк Джек (2011)
Молодой Блэк Джек (яп. ヤングブラック·ジャック) — это игровой телесериал. Представляет собой переосмысление истории происхождения Блэк Джека. В главной роли — Масаки Окада, который играет молодого Куро Хадзаму до того, как он стал известен как «Блэк Джек». Трансляция началась 23 апреля 2011 года.
Young Black Jack (2015)
Новый аниме-сериал под названием Young Black Jack транслировался в 2015 году. В его составе вышло 12 серий. Он основан на спин-офф манге под тем же названием, создаваемой Ёсиаки Табатой и иллюстрированной Юго Окумой. Сюжет рассказывает о молодости Блэк Джека, студента в медицинском университете. Фоном служит развитие движения против войны во Вьетнаме, то есть действие происходит в конце 1960-х, что соответствует оригинальной манге, но идет вразрез с предыдущими аниме-сериалами, сместившими действие в XXI век.

## Влияние
На экранах телевизоров Блэк Джек и Пиноко появились впервые в телефильме One Million-Year Trip: Bandar Book, в котором Джек является космическим пиратом и ещё сильнее обычного похож на капитана Харлока из манги авторства Лэйдзи Мацумото Через год Блэк джек появится в другом анимационном телефильме — Undersea Super Train: Marine Express, в котором в качестве персонажей были представлены практически все герои Тэдзуки. Затем он мелькнул в 27 серии ремейка «Астробоя» в 1980 году, где ему приходится оперировать тяжелораненную принцессу Сапфир, пока Астро и Уран обороняются от злого мага Гора.
Позже Блэк Джек появляется как эпизодический персонаж в полнометражном фильме Phoenix 2772, но не в роли врача, а в роли надзирателя межпланетной тюрьмы.
Сюжет серии The Decoration of Maria and Her Comrades из OVA Осаму Дэдзаки о революции в Центральной Америке лег в основу другого OVA режиссёра — Golgo 13: Queen Bee (1998).
Реклама американского сериала «Доктор Хаус» была показана вместе с отрывками из аниме Black Jack для продвижения сериала на территории Японии.

## Отзывы и критика
Сайт информации About.com в 2008 году называет мангу Black Jack как лучшее переиздание года.
IGN в своем рейтинге поставило заглавного персонажа на 24 место среди величайших героев манги всех времён, утверждая, что он «сделал то, что удавалось лишь немногим персонажам аниме: он представил обычную профессию чем-то героическим».